# John Blair (juge)
Pour les articles homonymes, voir John Blair et Blair.
John Blair (1732-31 août 1800) est un juge de la Cour suprême des États-Unis. Délégué au Congrès constitutionnel de la 1787, il est l'un des signataires de la Constitution des États-Unis.
Franc-maçon, il a été initié à la loge de Crown Taverns.